# Camignone
Camignone (Camignù in dialetto bresciano) è una frazione del comune bresciano di Passirano.

## Geografia fisica
Camignone, piccolo villaggio agricolo, si trova a nord di Passirano ed è posto a 226 metri sul livello del mare.

## Origine del nome
Il toponimo, per alcuni deriverebbe da Cà minor (casa minore) o da Caminus (camino di fornace) oppure, per altri, da un nome di persona Caminio. L’ipotesi più accreditata è la derivazione da Cà minor (del Guerrini), in quanto collegata, come casa monastica minore, al monastero cluniacense di Rodengo.

## Storia
La frazione è di antica origine, tanto che fin dall’epoca romana Camignone doveva far parte di un pagus romano in quanto Valenzano, un gruppo di abitazioni con edifici di rilievo e una chiesa situato ad est verso Brescia, era probabilmente la villa suburbana di qualche ricco patrizio della Gens Valentia. Valenzano è forse l’insediamento più antico di tutto il territorio comunale. Attorno a questo primo insediamento perciò, si sviluppa il comune medioevale di Camignone e, verso il 1000, vi sorge una casa colonica dei monaci cluniacensi, che, trovandosi presso le vie di comunicazione tra Brescia e Bergamo, ospitava viandanti e pellegrini.
Lungo la strada provinciale sorgeva un gruppo di case con una casa d’albergo (bettola – posta nella zona dell’attuale Via Bettole) che indicavano la presenza di una antica diaconia, che si trasformerà poi nella Parrocchia di Camignone. 
Una vera comunità sorse nel X secolo quando si formò una vicinia e sorse un castello o una rocca in località San Lorenzo dove si possono vedere ancora alcune forme architettoniche. È di questa epoca la presenza di una famiglia importante e potente, quella dei Camignoni che, trasferitasi a Brescia nel 1113 diede il nome a una via della città. 
La vita ecclesiastica di Camignone gravitò attorno alla pieve di Bornato fino al XV secolo, periodo in cui si sviluppò autonomamente attorno alla Chiesa di San Lorenzo. Oltre alla chiesa parrocchiale dedicata a San Lorenzo, ampliata e completata con la grande scalinata a fine ottocento, è presente la quattrocentesca Chiesa di San Faustino in monte, posta sul monte di Valenzano, ma già nel 1567 in decadimento. 
Da segnalare la costituzione del Monte frumentario verso la metà del XVI secolo, eretto per aiutare la popolazione di Camignone e Valenzano, trasformato nel 1882 nella Cassa dei prestiti Agrari.
Camignone divenne frazione di Rodengo su ordine di Napoleone, ma gli austriaci annullarono la decisione al loro arrivo nel 1815 con il Regno Lombardo-Veneto.
Dopo l'unità d'Italia il paese crebbe da meno di seicento a più di settecento abitanti. Fu il fascismo a decidere la soppressione del comune unendolo a Passirano.

## Monumenti e luoghi d'interesse

### Architetture religiose
- Chiesa di San Lorenzo: la chiesa parrocchiale è dedicata a San Lorenzo martire e ha origini nel XV secolo dove dipendeva dalla pieve di Bornato. La parrocchia di Camignone si staccò dalla pieve verso la fine del XV secolo e si unì all’altro piccolo comune di Fantecolo sotto la chiesa di San Lorenzo in Castro. La chiesa, che vediamo oggi, ha preso forma nel 1865 e vi fu anche aggiunta la grande scalinata neorinascimentale. Nel 1883 fu decorata dal Rubagotti di Coccaglio e affrescata nel 1908 con otto medaglioni da Luigi Tagliaferri (1841 – 1927) di Lecco. Sempre il Luigi Tagliaferri nel 1914 realizzò la pala d'altare con il martirio di San Lorenzo.

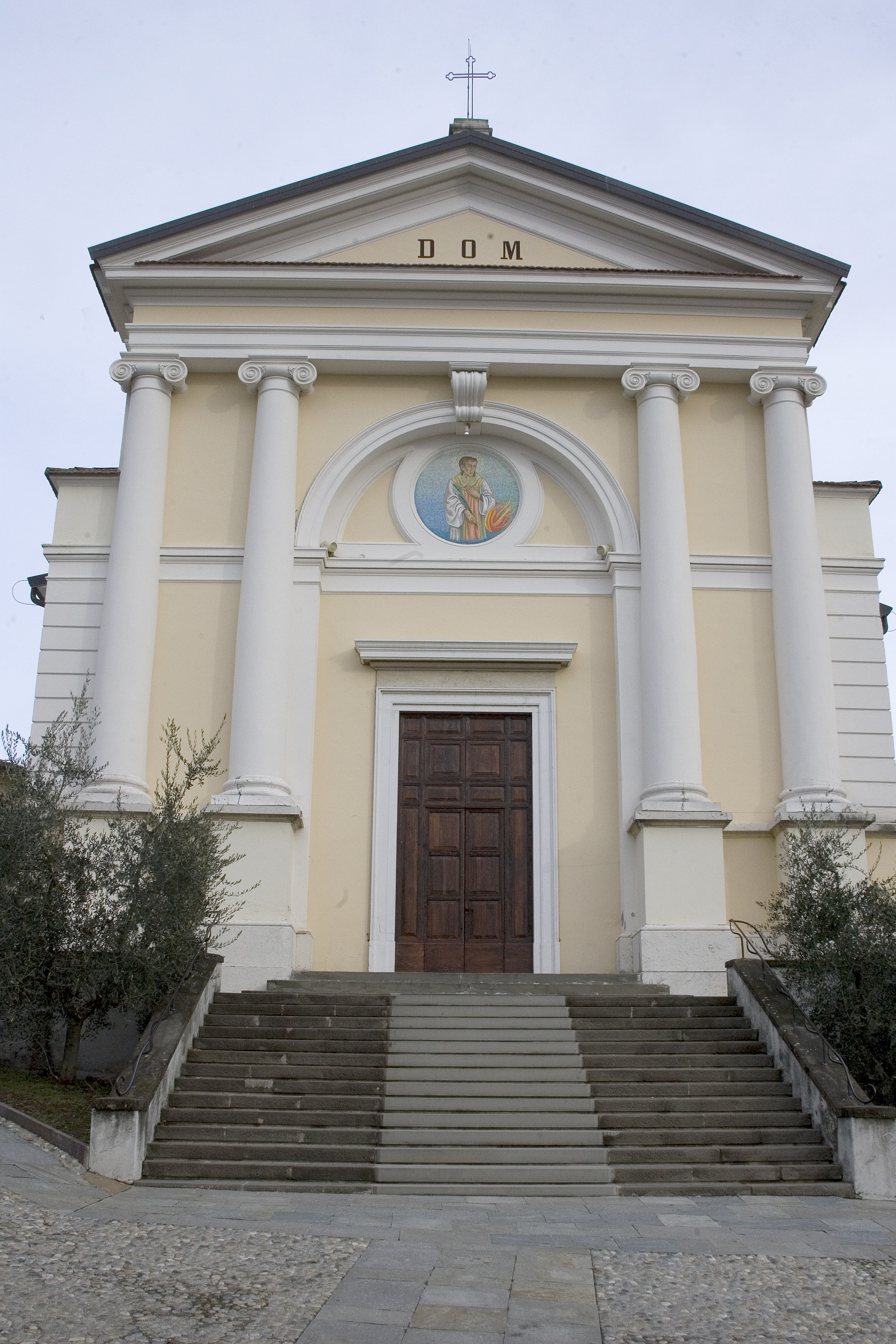
Chiesa di San Lorenzo Martire